# Litvánia autópályái
Ez a szócikk Litvánia autópályáit (litvánul: automagistralė) sorolja fel. Az első autópálya 1980-ban, az akkori szovjet tagállamban épült.
| Autópálya | Érintett települések                                                           | Teljes hossz | Térkép |
| --------- | ------------------------------------------------------------------------------ | ------------ | ------ |
|           | Vilnius – Kaunas – Klaipėda                                                    | 311,40 km    |        |
|           | Vilnius – Panevėžys                                                            | 135,92 km    |        |
|           | Vilnius (A15) – Medininkai / Fehéroroszország                                  | 33,99 km     |        |
|           | Vilnius – Varėna – Druskininkai / Fehéroroszország                             | 134,46 km    |        |
|           | Kaunas (A1) – Marijampolė – Kalvarija / Lengyelország                          | 97,06 km     |        |
|           | Kaunas – Jonava – Ukmergė – Utena – Zarasai / Lettország                       | 185,40 km    |        |
|           | Marijampolė – Kybartai / Oroszország                                           | 42,21 km     |        |
|           | Panevėžys – Aristava – Sitkūnai (A1)                                           | 87,86 km     |        |
|           | Panevėžys (A8) – Šiauliai (A12)                                                | 78,94 km     |        |
|           | Panevėžys – Pasvalys – Saločiai / Lettország                                   | 66,10 km     |        |
|           | Šiauliai – Kuršėnai – Plungė – Palanga (A13)                                   | 146,85 km    |        |
|           | Lettország / Joniškis – Šiauliai – Kirkliai – Tauragė – Panemunė / Oroszország | 186,09 km    |        |
|           | Klaipėda (A1) – Palanga – Būtingė / Lettország                                 | 45,15 km     |        |
|           | Vilnius (A2) – Molėtai – Utena (A6)                                            | 95,60 km     |        |
|           | Vilnius – Šalčininkai / Fehéroroszország                                       | 49,28 km     |        |
|           | Vilnius – Prienai – Marijampolė (A7)                                           | 137,51 km    |        |
|           | Panevėžys körgyűrű                                                             | 22,28 km     |        |
|           | Šiauliai körgyűrű                                                              | 17,08 km     |        |
|           | Vilnius déli körgyűrű                                                          | 7,90 km      |        |

## Fordítás
Ez a szócikk részben vagy egészben  a   Transport in Lithuania című angol Wikipédia-szócikk fordításán alapul.  Az eredeti cikk szerkesztőit annak laptörténete sorolja fel. Ez a jelzés csupán a megfogalmazás eredetét és a szerzői jogokat jelzi, nem szolgál a cikkben szereplő információk forrásmegjelöléseként.